# Farmborough
Farmborough is een civil parish in het bestuurlijke gebied Bath and North East Somerset, in het Engelse graafschap Somerset met 1035 inwoners.